# Artemisia macrocephala
Artemisia macrocephala là một loài thực vật có hoa trong họ Cúc. Loài này được Jacquem. ex Besser mô tả khoa học đầu tiên năm 1836.